# Торосян, Вардан Григорьевич
Вардан Григорьевич Торосян (р. 9 января 1948, Ереван) — российский философ, считает себя воспитанником армянской, московской и минской школ философии.
Окончил факультет физики Ереванского государственного университета, по специальности «астрофизика» (1971), аспирантуру Института философии АН СССР (Москва), по специальности «философские вопросы естествознания» (1975). Доктор философских наук (1991), профессор (1996), академик Международной АН Высшей школы.

## Биография
В 1971—1972 годах работал в Бюраканской астрофизической обсерватории (Армения). Уже на втором курсе университета осознал, что его в первую очередь интересует не «устройство» Вселенной, а то, как (и почему) оно представлялось в различные культурные эпохи, что и предопределило его дальнейший жизненный путь.
По рекомендации Президента АН Армянской ССР поступил в аспирантуру Института философии АН СССР, после её окончания работал с 1976 по 1992 год на кафедре философии Ереванского Политехнического института, пройдя ступени от ассистента до профессора, в 1991—1992 годах был деканом гуманитарного факультета.
Важную роль в становлении как специалиста сыграло участие в «Школах молодого философа» (с 1977 по 1988 год). Особой вехой в жизни стала годичная (1981—1982 учебный год) научная стажировка в Бостонском центре по истории и философии науки (рук. Роберт Коэн, он же редактор Boston Studies in Philosophy and History of Science). В этот исключительно плодотворный для философии науки период в Бостоне трудились, Томас Кун, Джозеф Агасси, Маркс Вартофски, Джералд Холтон, с которыми В. Торосян неоднократно встречался как в период пребывания в Бостоне, так и после. В частности, в 1993 году В. Торосян участвовал в работе «мастерской» под руководством Дж. Агасси (Мадралин, Польша). Исключительно плодотворной была также поездка в период стажировки в Чикаго к Ст. Тулмину.
В 1987 году по приглашению В. Торосяна и Института философии АН СССР в Ереван приезжал Р. Коэн. Встречи с этими учёными, исключительно интересными и в чисто человеческом плане, заслуживают большой статьи или даже книги — своего рода «Воспоминания о необычайной эпохе». Из отечественных философов наибольшую роль в становлении В. Торосяна сыграли В. В. Казютинский (руководитель по аспирантуре) и В. С. Стёпин, которых он считает не только своими учителями, но и старшими товарищами.
В 1992 году, после защиты докторской диссертации «Эволюция стиля мышления в исследованиях Вселенной (от древнейших времён до конца XX в.)» переехал с семьёй в Краснодар, где и проживает по настоящее время. Работал профессором кафедры философии Института им. Россинского, Кубанского государственного университета, Краснодарского государственного университета культуры и искусств. В настоящее время — профессор кафедры теории и истории культуры последнего из названных вузов.
В. Торосян участвовал с докладами в работе четырёх Всемирных конгрессов по логике, методологии и философии науки, всех пяти Всероссийских философских конгрессов (на последнем в 2009 году был сопредседателем секции «Философия культуры»).
Специалист в области истории, философии и методологии науки, философии культуры, истории культуры. Уделив значительное внимание исследованиям стиля научного мышления, В. Торосян трактует его как обобщённое выражение оснований науки. На материале истории наук и истории культуры в целом прослеживается, как стиль мышления (эпохи, науки, научного сообщества, отдельных учёных) воздействует на конкретные формы реализации внутренней логики науки — сам, в свою очередь, формируясь, созревая естественноисторическим образом в многослойном социокультурном поле. Особый интерес представляет в этом процессе «счастливые» и «несчастливые» «случайности» в истории науки, не только «люди и их времена», но и «времена и их люди». В работах В. Торосяна анализируются также социокультурные и внутринаучные предпосылки происходящей на стыке ХХ и XXI веков гуманизации естественнонаучной картины мира.

## Научные труды
Основные научные труды и учебники:
- Монография «Эволюция стиля мышления в исследованиях Вселенной (от древнейших времён до конца XX в.)». Ереван, Айастан, 1989 г., (20 п.л.) — по ней защищена докторская диссертация.

Статьи:
- «Ценность философии» // «Вопросы философии», 1993, № 7.
- «Совместимы ли этика и логика науки?» (на англ. яз.) // Теории и модели в научных процессах. Познанские исследования по философии и истории науки. 1995, т. 44, с. 305—310. Амстердам — Атланта, США
- Культура лицом к человеческим проблемам // «Философский пароход». Доклады российских участников XXI Всемирного философского конгресса. Москва-Краснодар. 2004
- Конструктивный характер творческих неудач // Наука, творчество, инновации, успех. Краснодар, 2008, с.125-128.
- Нужна ли философия самим философам? // «Вестник философского общества РФ», 2009 № 1, с.169-174
- «Концепции современного естествознания» 12 п.л. М. «Высшая школа» 2002, 2003 (учебное пособие с грифом МНС)
- История образования и педагогической мысли 22 п.л. М., «Владос», 2003 г., 2006 г. (Учебник с рекомендательным грифом Министерства образования)
- «Культурология. История мировой и отечественной культуры» 46 п.л. М., «Владос», 2005 г. (Учебное пособие, с рекомендательным грифом УМО)
- «История и философия науки» 22 п.л. Учебник для аспирантов и соискателей всех специальностей, готовится к изданию в изд. «Владос»